# 杨惠妍
杨惠妍（1981年7月20日—），广东佛山顺德人，中國大陸企業家，碧桂園集團創辦人楊國強的二女兒，现任碧桂园董事会主席。號稱亞洲首富。於2018年10月23日取得塞浦路斯護照。

## 經歷
1981年，杨惠妍于广东佛山市顺德區出生，父亲是廣東省地產商碧桂園集團創辦人兼董事局主席、大股東楊國強。之後毕业于美国俄亥俄州立大学市场及物流系，文学士学位，清華五道口金融EMBA。
2006年结婚，丈夫陳翀畢業於清華大學，曾經留学美國。
2007年4月20日，杨惠妍獲得父親楊國強贈與碧桂园95.2亿股的股份，那相當於碧桂园的70%股權。所以，25岁的杨惠妍，当天即時成為中國大陸新任女首富，当时持有股票總值有692.104亿港元。
2007年11月，福布斯发布福布斯2007年中国富豪榜杨惠妍以160亿美元（1,201.3亿元人民币）成为中国首富。2008年3月，福布斯发布福布斯2008年亿万富翁榜杨惠妍以74亿美元（525亿人民币）位居世界富翁第125位。2009年淨值39億美元。2012年3月淨值47億美元（福布斯全球223位，中國大陸第八位）。2017年以1600億財富再度成為中國大陸女首富。2019年，福布斯发布福布斯2019年亿万富翁榜中名列第42位，資產達到221億美元。
2023年3月1日，碧桂园发布公告称，杨国强因年龄原因提出辞任公司主席及执行董事职务，杨惠妍接任公司主席职务，并获委任为公司提名委员会主席、企业管治委员会主席、环境、社会及管治委员会主席、执行委员会主席，以及薪酬委员会成员。
2024年12月6日，碧桂园发布公告，其及执行董事及主席杨惠妍、执行董事及总裁莫斌、执行董事及财务负责人伍碧君，于近期收到上交所通知，由于碧桂园未能按照上交所的相关债券上市规则等，规定按时披露2023年年度报告，上交所分别对碧桂园、杨惠妍、莫斌、伍碧君，其他具名人士作出自律监管措施决定，并记入诚信档案。